# Spearman (Texas)
Spearman és una població dels Estats Units a l'estat de Texas. Segons el cens del 2000 tenia 3.021 habitants.

## Demografia
Segons el cens del 2000, Spearman tenia 3.021 habitants, 1.137 habitatges, i 817 famílies. La densitat de població era de 558,1 habitants per km².
Dels 1.137 habitatges en un 36% hi vivien nens de menys de 18 anys, en un 61,8% hi vivien parelles casades, en un 6,9% dones solteres, i en un 28,1% no eren unitats familiars. En el 26,1% dels habitatges hi vivien persones soles el 14% de les quals corresponia a persones de 65 anys o més que vivien soles. El nombre mitjà de persones vivint en cada habitatge era de 2,58 i el nombre mitjà de persones que vivien en cada família era de 3,14.
Per edats la població es repartia de la següent manera: un 28,8% tenia menys de 18 anys, un 6,8% entre 18 i 24, un 25,8% entre 25 i 44, un 21,9% de 45 a 60 i un 16,7% 65 anys o més.
L'edat mediana era de 37 anys. Per cada 100 dones de 18 o més anys hi havia 89,6 homes.
La renda mediana per habitatge era de 36.163 $ i la renda mediana per família de 42.188 $. Els homes tenien una renda mediana de 32.031 $ mentre que les dones 17.558 $. La renda per capita de la població era de 16.826 $. Aproximadament el 12,5% de les famílies i el 18% de la població estaven per davall del llindar de pobresa.

## Poblacions més properes
El següent diagrama mostra les poblacions més properes.